# 선우앤컴퍼니
선우앤컴퍼니(Sunwoo & Company)는 1974년에 설립을 한 대한민국의 現 3D (舊 2D) 애니메이션 제작회사이다.

## 선우앤컴퍼니
제작 애니메이션
- 마일로의 대모험 (1999)
- 내 친구 코미 (2000)
- 스페이스 힙합덕 (2002)
- 카드왕 믹스마스터 (2005)
- 궁금해요 핑풍 (2006)
- 팡팡 자연탐험대 (2008)
- 메타제트 (2009)
- 쿵푸 공룡 수호대 (2009)
- 최강 합체 믹스마스터 (2010)
- 뚜바뚜바 눈보리 (2011~2012)
- 엉뚱발랄 콩순이 (2014~2016)
- 꼬마탐정 토비와 테리 (2018~2019)
- 반짝반짝 달님이 (2021)
- 슈퍼트론 (2023)

영화 제작 애니메이션
- 별나라 삼총사 (1979)
- 삼총사 타임머신 001 (1979)
- 15소년 우주 표류기 (1980)
- 엄마 찾아 삼만리 (1981)
- 천년여우 여우비 (2007)

외주 제작 애니메이션
- 심슨 가족 (1989)
- 가고일즈 (1994)
- 패밀리 가이 (1999)
- 특수요원 오소 (2009)
- 리틀 프린세스 소피아 (2013)

## 같이 보기
- 러프 드래프트 스튜디오
- 새롬 애니메이션
- 애이콤프로덕션